# آي. مارلين كينغ
آي. مارلين كينغ (بالإنجليزية: I. Marlene King)‏ هي مخرجة منفذة وكاتبة سيناريو ومخرجة وممثلة أمريكية، ولدت في 22 مايو 1962 في ريغنسبورغ في ألمانيا.

## أعمال

### أفلام
- مجرد حظي[4]

### مسلسلات
- الكاذبات الصغيرات الجميلات

## وصلات خارجية
- آي. مارلين كينغ على موقع IMDb (الإنجليزية)
- آي. مارلين كينغ على موقع ألو سيني (الفرنسية)
- آي. مارلين كينغ على موقع أول موفي (الإنجليزية)
- آي. مارلين كينغ على موقع قاعدة بيانات الأفلام السويدية (السويدية)
- آي. مارلين كينغ على موقع قاعدة بيانات الفيلم (الإنجليزية)
- آي. مارلين كينغ على موقع كينوبويسك (الروسية)